# Астральна проєкція

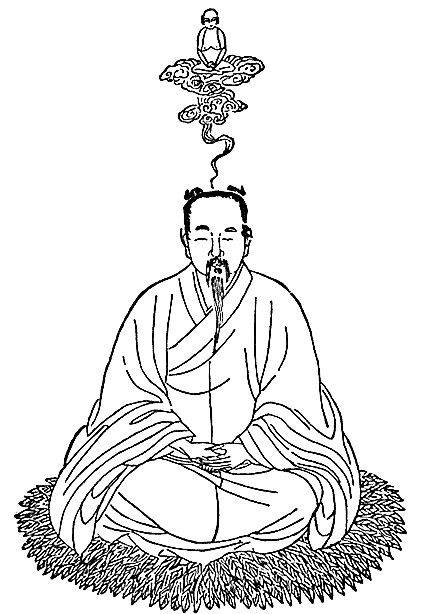
«Вихід духовного тіла» із книги Таємниця золотої квітки, китайський рукопис з алхімії і медитації

Астральна проєкція (або астральна подорож) це інтерпретація досвіду виходу поза тіло, що передбачає існування «астрального тіла» окремого від
фізичного тіла і здатного подорожувати окремо від нього за його межами. Астральна проєкція або подорож означає існування астрального тіла, яке може полишати фізичне тіло і подорожувати в астральному плані.
Ідея астральних подорожей бере початок із загальних світових релігійних вірувань про життя після смерті в яких свідомі подорожі, або виходу душі описується схожим чином як «досвід поза тілом, в якому духовний мандрівний покидає фізичне тіло і подорожує у своєму тонкому тілі (сонному тілі або астральному тілі) у „вищих“ сферах.» Воно часто пов'язано із снами і формами медитації.
Існують свідчення пацієнтів, які описували відчуття подібні до опису астральної проєкції, що були викликані за допомогою різних галюциногенних і гіпнотичних (в тому числі самогіпноз) засобів. Не існує наукового підтвердження, яке можна зареєструвати, і доказів того, що існує будь-який прояв зміни свідомості чи душа, що є окремою від нервової активності, а також немає наукових підтверджень, що можливо свідомо залишати своє тіло і спостерігати за реальним світом. Спроби перевірити, що таке трапляється, постійно були невдалі не зважаючи на велику кількість псевдонаукових свідчень про зворотнє.